# Marjan Dikaučič
Marjan Dikaučič, slovenski pravnik in politik, * 17. oktober 1981
Dikaučič je nekdanji minister za pravosodje Republike Slovenije. Kot pravnik je diplomiral leta 2006 in se na Višjem sodišču v Ljubljani zaposlil kot sodniški pripravnik. Tri leta kasneje je opravil pravniški državni izpit. Opravljen ima tudi strokovni izpit za opravljanje funkcije upravitelja v postopkih zaradi insolventnosti in prisilne likvidacije. Več let je deloval tudi v zasebnem sektorju, predvsem v gospodarstvu. Živel je v Slovenski Bistrici, kasneje pa se je preselil v bližino Šentjurja.
Po odstopu Lilijane Kozlovič z mesta pravosodne ministrice v 14. vladi Republike Slovenije je Stranka modernega centra na njeno mesto predlagala Dikaučiča. Na pristojnem pravosodnem odboru je bil zaslišan 10. junija 2021, kjer je prepričal sedem članov odbora, šest jih je bilo proti. V državnem zboru je bil potrjen 15. junija 2021, in sicer s 44 glasovi za in 41 proti.